# Urzecze (mikroregion etnograficzny)

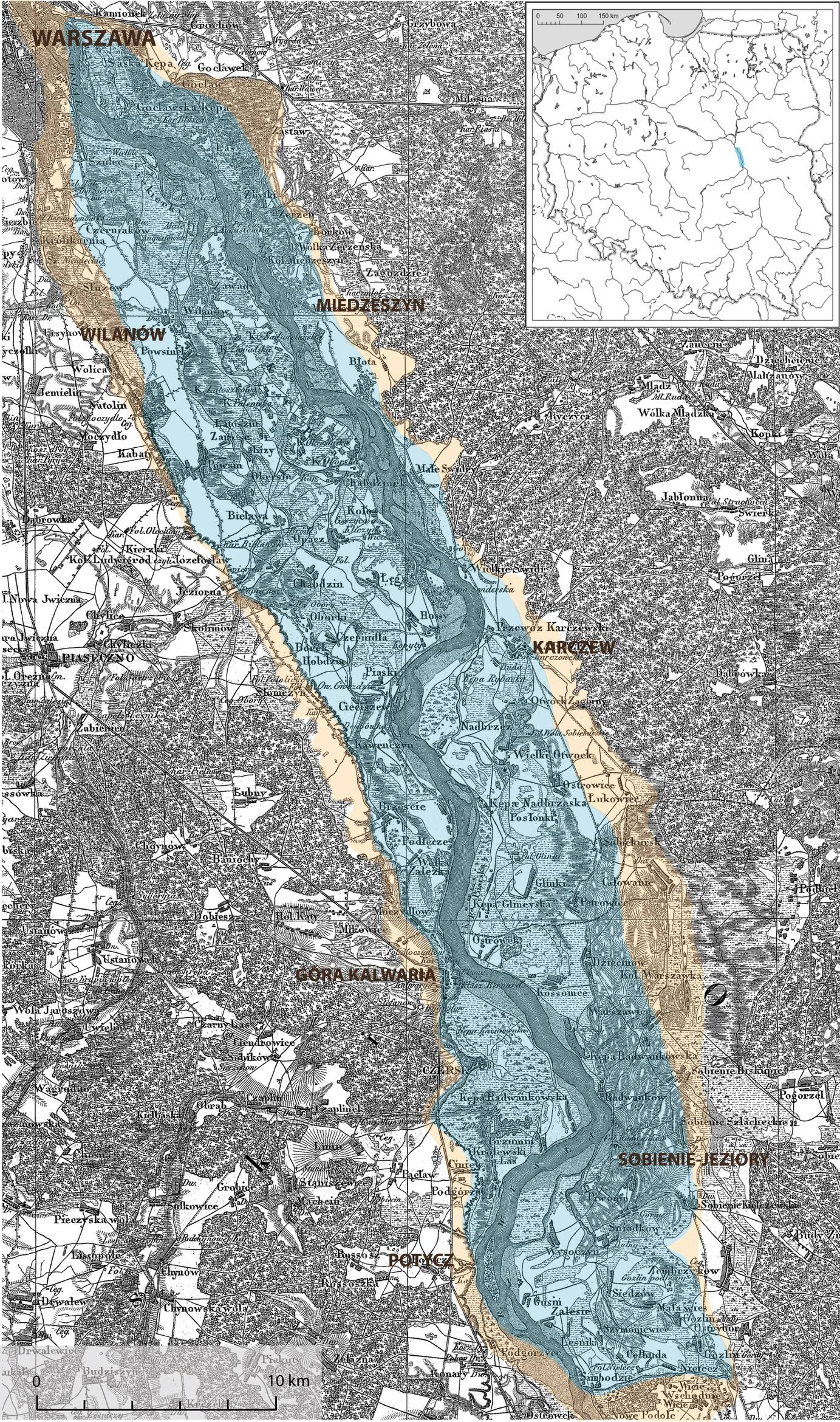
Przybliżony zasięg mikroregionu etnograficznego Urzecze (Łurzyce) według Ł. M. Stanaszka; kolor niebieski – właściwy zasięg regionu, kolor żółty – tereny przejściowe

Urzecze (Łurzyce, Urzyce) – historyczny podwarszawski mikroregion etnograficzny, rozciągający się po obydwu brzegach Wisły, pomiędzy dawnymi ujściami Pilicy i Wilgi a mokotowskimi Siekierkami i prawobrzeżną Saską Kępą.

## Położenie
Mikroregion leży w północnej części Doliny Środkowej Wisły, stanowiącej południowo-centralny fragment Niziny Środkowomazowieckiej. W całości znajduje się w województwie mazowieckim, w nadwiślańskich częściach powiatów: otwockiego, garwolińskiego, piaseczyńskiego oraz miasta stołecznego Warszawy, w dzielnicach Mokotów, Wilanów, Praga-Południe i Wawer.
Od zachodu mazowieckie Urzecze ograniczone jest wysoką skarpą warszawską, natomiast od wschodu – wydmowym tarasem nadzalewowym, dawną skarpą wiślaną i rozległymi starorzeczami.

### Miejscowości Urzecza
Poczynając od północy w skład prawobrzeżnej części mikroregionu wchodziły w przeszłości następujące wsie i przysiółki: Saska Kępa (Holendry, Olędry), Kępa Gocławska, Bluszcze, Las (Tomków Las, Koło), Zastów, Zbytki (Olendry), Kuligów (Kulików), Wólka Zerzeńska, Zerzeń, Borków, Miedzeszyn (Wieś, Kolonia, Łużyce), Julianów, Skrzypki, Falenica, Błota, Nowa Wieś, Świdry Małe (Dalsze, Pruskie, Urzecze), Dębinka, Górki, Świdry Wielkie (Bliższe), Ługi, Przewóz (Podwiśle, Przewóz Karczewski), Karczew (Karczówek, Duda), Kępa Rybacka (Kępa Dudzka, Duda Rybacka, Dudka), Nadbrzeż, Otwock Mały (Zagórny, Zawodny), Otwock Wielki (Stary, Duży), Wola Sobiekurska, Wygoda, Ostrówiec, Rosłonki, Kępa Nadbrzeska (Kolonia Nadbrzeska), Władysławów, Kępa Pijarska (Pijary, Holędry), Glinki (Dworskie, Ostrowskie), Julianów (Kopiec, Żelawino), Kępa Gliniecka (Jelita, Stary Przewóz, Żelawin, Hollendry), Sobiekursk (Stawiszcze), Maksymilianów, Piotrowice (Urzecze, Browar), Ostrówek (Ostrów), Kosumce (Kossomce, Topolina, Wycinki), Dziecinów (Borki, folwark Daszew, Wielkie Góry Warszewickie, Łurzyce), Kępa Radwankowska (Kępa Warszewicka, Wychylówka, Holendry), Radwanków (Szlachecki, Królewski, Poświętny, Księża Kępa, Zapole), Sobienie-Jeziory, Podborek, Piwonin, Śniadków Dolny, Śniadków Górny, Wysoczyn (Stara Wieś, Wysoczyn Nowy, Kępa Wysocka), Siedzów (Folwark, Zabrodzie, Kolonia), Gusin (Dworski), Zalesie, Goźlin Mały (Mała Wieś), Goźlin Górny (Mariańskie Porzecze), Szymanowice Duże i Małe (Szymoniewice Biskupie i Szlacheckie), Leśniki, Celbuda, Sambodzie, Przedwabie oraz Nieciecz (Nietecz).
Na lewym brzegu Wisły podwarszawskie Urzecze obejmowało od północy następujące wsie i przysiółki: Siekierki Wielkie (Duże) i Małe, Czerniaków, Augustówka (Przewóz Augustowski), Kępa Wilanowska (Nadwilanówka), Kępa Nadwiślańska (Nadwiślanka), Wilanów (Milanów, Błonie, Kempa), Powsinek, Zawady, Bartyki, Kępa Zawadowska (Kępa Holenderska, Kępa Zawadzka, Olędry Zawadzkie), Sucha Trawa, Kępa Wołowa, Lisy, Łazy, Zamość (Zamoście, Mostki, Urzyce), Latoszki, Kępa Latoszkowa, Kabaty, Powsin (Wielki), Kępa Falenicka (Faleńska), Kępa Okrzewska (Kępa Okrzesińska, Kępa Jeziorny, Kępa Olęderska), Kępa Oborska, Okrzeszyn (Okrzesin), Habdzinek (Chabdzinek), Obórki, Bielawa, Koło, Kliczyn, Borek, Opacz, Ciszyca (Cieszyca), Habdzin (Chabdzin), Jeziorna (Królewska), Jeziorna Oborska i Bankowa (Nadjeziorna, Przyjeziorna), Grąd, Obory, Łęg, Dębina, Kępa Świderska (Kępa Zieleniecka, Kempen Zieleneren Zieleniec), Czernidła, Gassy, Kopyty, Grzanki, Kozłów (Większy i Mniejszy), Imielin (Jemielin), Goździe (Gwoździe), Piaski, Cieciszew, Sosnka, Dębówka (Dembówka), Łyczyn, Słomczyn, Turowice, Kawęczyn, Rybałty, Piechury, Ćwiki, Brześce (Brzescie, Brzeszcze), Podłęcze (Podłęże), Wólka Załęska, Wólka Dworska, Moczydłów, Lubków (Lipków, Winduga), Góra Kalwaria, Wyględów, Kępa Kosumiecka (Kępa Czerska), Czersk (Spichlirze, Górnac, Delanty, Starosińskie, Cupel, Dębina, Kolonia, Pólko, Chrapy, Gródź, Gacki, Urzycze), Kępa Radwankowska, Ostrówik, Brzumin (Łęczna), Kępa Brzumińska (Przewóz), Borki (Leśnicze), Tatary, Coniew (Czoniewo, Szpruch, Naddawki), Podgóra (Podgórze, Podgóra Czoniowska), Królewski Las (Leśniki), Podosowa (Wychylówka) i Potycz (Cinaki/Cieniaki, Winduga)

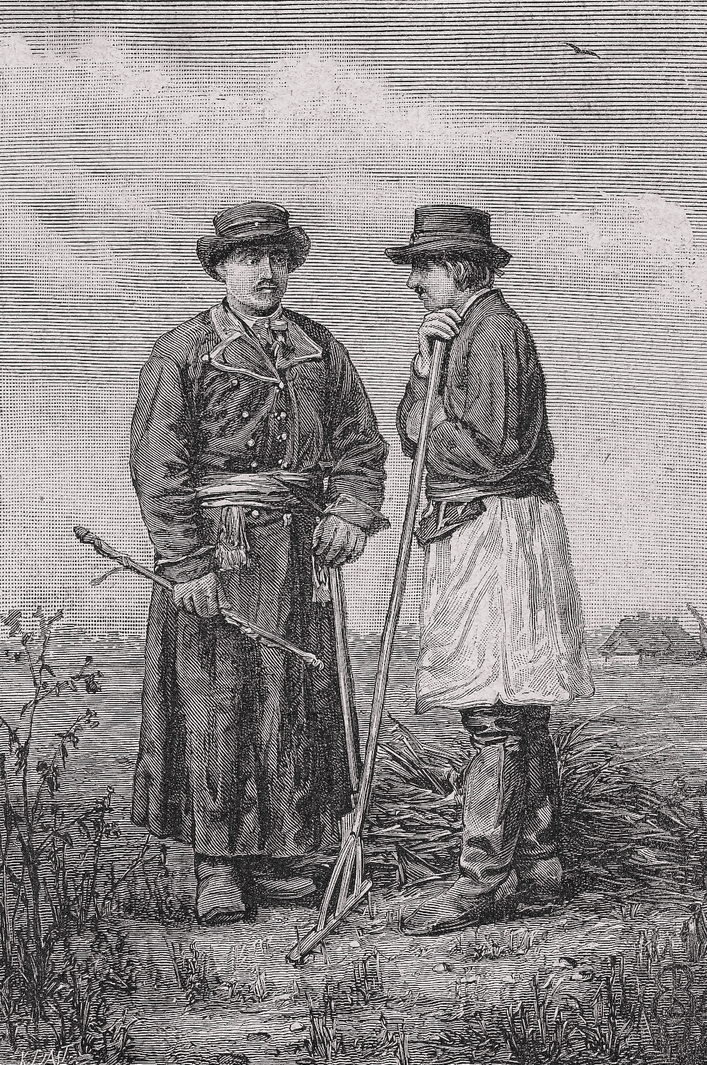
Typy ludowe spod Wilanowa, 1882 r.

## Tożsamość Urzecza
Na ukształtowanie się odrębnej tożsamości mikroregionu i zamieszkujących go modrych Łurzycoków wpłynęło szereg czynników. Przede wszystkim była to obecność Wisły, swoistego „okna na świat” dla ludzi żyjących nad jej brzegami. Z tego właśnie względu podwarszawskie Urzecze tradycyjnie związane było z handlem wiślanym, flisakami zwanymi tu orylami, a także z osadnictwem olęderskim, które pojawiło się tu już w początkach XVII wieku.
Określony typ osadnictwa, względna izolacja geograficzna wiślanej doliny (zalewowość, starorzecza, wysoka skarpa warszawska), a także dogodna odległość targowa i szybka dostępność do rynku warszawskiego (maksymalnie 40 kilometrów z biegiem rzeki) przyczyniły się do wytworzenia unikatowej wspólnoty, manifestującej się m.in. w pięknych strojach wilanowskich z nadwiślańskiego Urzecza, budownictwie oraz specyficznej nadrzecznej gospodarce związanej z wyspecjalizowanym rybołówstwem, melioracją terenu (kopaniem polderów, rowów, stawów), wznoszeniem budynków na sztucznych pagórkach-terpach, budową grobli, trytw (wyniesionych dróg), jazów, karczem na bindugach (przystaniach rzecznych), czy też szerokim wykorzystaniem wikliny.

### Olędrzy
Wpływ osadnictwa olęderskiego na całokształt spuścizny kulturowej Urzecza jest nie do przecenienia. Ludzie ci niepostrzeżenie wniknęli w strukturę społeczną Łurzycan, modyfikując ich charaktery i zachowania a przede wszystkim gospodarkę. Osadnictwo olęderskie (głównie holenderskie, niemieckie i pomorskie) było ruchem kolonizacyjnym, sięgającym na ziemiach polskich pierwszej połowy XVI wieku. Rozwinęło się ono szczególnie wzdłuż Wisły i jej dopływów – na Pomorzu, Kujawach, Mazowszu, Lubelszczyźnie oraz Wielkopolsce. Geneza tej kolonizacji związana jest w dużej mierze z protestanckimi ruchami reformacyjnymi i emigracją prześladowanych mennonitów (należących do jednego z nurtów anabaptyzmu) z Fryzji i Niderlandów, jak również z licznymi wojnami polsko-szwedzkimi pustoszącymi Pomorze i ziemię kujawską, które doprowadziły do znacznych przesunięć tamtejszej ludności.
Olędrzy powszechnie uważani są za mistrzów w zagospodarowywaniu nadwiślańskich nieużytków. Melioracja i osuszanie podmokłych terenów, budowa grobli i rowów, nasadzanie wierzb czy też specyficzne budownictwo weszły na trwałe do kanonu zachowań wielu mieszkańców Łurzyca bez względu na ich pochodzenie. Z czasem więc, kiedy mówiło się o osadnictwie olęderskim, bardziej chodziło o specyficzny typ gospodarki, niż o rzeczywisty skład etniczny ludności.
Zalewowy obszar Łurzyca był bardzo trudny do zagospodarowania, co powodowało, że chętnie osiedlano na nim olędrów, obeznanych z tego typu przeciwnościami przyrody w swoich macierzystych stronach. Nadrzeczne warunki środowiskowe wymagały opanowania specjalnych technik gospodarczych, a podejmowane dotychczas próby osadzenia tam pańszczyźnianych chłopów z „górnych pól” kończyły się zwykle niepowodzeniem. Wiadomo, że zaraz po zasiedleniu Saskiej Kępy zwanej wówczas Olędrami w 1628 roku kolonizacja Nadwiśla poszła dalej w kierunku Kozienic. O tym, że tereny Urzecza intensywnie kolonizowano przynajmniej od pierwszej połowy XVII wieku świadczą m.in. nazwiska ówczesnych włościan (tj. Concal, Gass, Giel, Hayt, Janc, Jug, Kals, Kans, Kurland, Lemke, Lenart, Noik/Nojek, Nykiel, Obartel, Och, Olendrzyk, Ortner, Osta, Pernal, Sabbath, Stradla, Stroß, Tagiel, Urban, Ways czy Win), nazwa Olendry przypisana w 1727 roku do wsi Zbytki, czy też wcześnie ukształtowany na Urzeczu „olęderski” krajobraz kulturowy.
Największy rozkwit kolonizacji olęderskiej przypadał na drugą połowę XVIII i początek XIX stulecia, a więc na okres rozbiorów Polski. Najstarszą, potwierdzoną dotychczas wsią z tej fali osadnictwa olęderskiego na Urzeczu jest nieistniejąca już Kępa Wołowa, leżąca niegdyś w pobliżu podwilanowskich Zawad. „Koloniści Holendrzy” zasiedlili ją już w 1772 roku. Kolejna była Kępa Chabdzińska zwana później Kępą Oborską. Kontrakt, pomiędzy ówczesnym właścicielem dóbr oborskich Hieronimem Wielopolskim a przedstawicielami przyszłych kolonistów tej wsi: Korneliuszem Rindfleischem, Krystianem Krügerem i Jakubem Muhlke, zawarto na okres 40 lat w 1773 roku. Następny 6-letni kontrakt na osiedlenie się sześciu olędrów w prawobrzeżnej części Kępy Falenickiej zawarł w 1775 roku podskarbi koronny i ówczesny właściciel tych ziem, książę Adam Poniński. Dalsze wiślane „kępy” zasiedlano w kolejnych latach XVIII stulecia, aż po wiek XIX.
Osadnicy olęderscy zamieszkiwali w następujących wsiach i przysiółkach prawobrzeżnego Urzecza: Saska Kępa (Holendry, Olędry), Kępa Gocławska, Zastów, Zbytki (Olendry), Wólka Zerzeńska, Miedzeszyn-Wieś, Julianów, Skrzypki, Falenica, Błota, Świdry Małe (Dalsze, Pruskie), Świdry Wielkie (Bliższe), Kępa Zieleniecka (Świderska, Kempen Zieleneren), Karczówek, Przewóz, Otwock Wielki, Ostrówiec, Wola Sobiekurska, Kępa Nadbrzeska (Kolonia Nadbrzeska), Nadbrzeż, Glinki, Władysławów, Kępa Pijarska (Holędry), Kępa Gliniecka (Żelawin, Jelita, Hollendry), Ostrówek, Kosumce, Kępa Radwankowska (Kępa Warszewicka, Holendry), Radwanków, Warszówka (Kolonia Warszawicka), Warszawice (Brzezinki), Sobienie-Jeziory, Sobienie Kiełczewskie i Biskupie, Śniadków Górny, Siedzów, Nieciecz.
Na lewobrzeżnym Urzeczu olędrzy notowani byli między innymi w miejscowościach: Potycz, Kępa Kosumiecka (Kępa Czerska), Czersk (Dylanty, Gacki), Góra Kalwaria (Lipków), Kolonia Kąty (Kannstatt, Holenderskie Kąty), Wólka Dworska, Brześce, Kawęczyn, Czernidła, Gassy, Jeziorna, Ciszyca, Bielawa, Lisy, Zamość (Zamoście), Kępa Oborska (Chabdzińska), Kępa Okrzewska (Kępa Olęderska), Kępa Falenicka, Kępa Latoszkowa, Kępa Wołowa, Kępa Zawadowska (Kępa Holenderska, Olędry Zawadzkie), Powsinek, Wilanów, Kępa Wilanowska (Nadwilanówka), Siekierki Małe i Duże.

### Flisacy – oryle
Wisła w przeszłości była głównym traktem komunikacyjnym Polski, przy czym znacznie częściej spławiano nią rozmaite towary, niż podróżowano. Zawsze pływało tu wiele rodzajów jednostek rzecznych, które w zależności od czasu, wielkości i funkcji nosiły rozmaite nazwy (m.in. baty, szkuty, galary, berlinki). Flisacy, zwani powszechnie orylami, zajmowali się spławem (flisem); posiadali odrębną i niepowtarzalną gwarę, własne stroje i rzeczne obyczaje, a także wewnętrzną strukturę organizacyjną. Przynajmniej część Łurzycan wywodziła się od owych oryli, na co wskazują zachowane metryki parafialne.
O sile kontaktów oryli i mieszkańców Urzecza świadczą pośrednio liczne do niedawna domostwa i budynki gospodarcze z bali, które w znacznej części przypłynęły Wisłą z południowej Polski, jako tratwy flisackie. Popularne w tej okolicy na przełomie XIX i XX wieku zawody związane z ciesielstwem i powstającymi uzdrowiskami (Otwock, Konstancin-Jeziorna) miały swe korzenie właśnie w kontaktach z nadwiślańskimi orylami.

## Historia badań nad Urzeczem

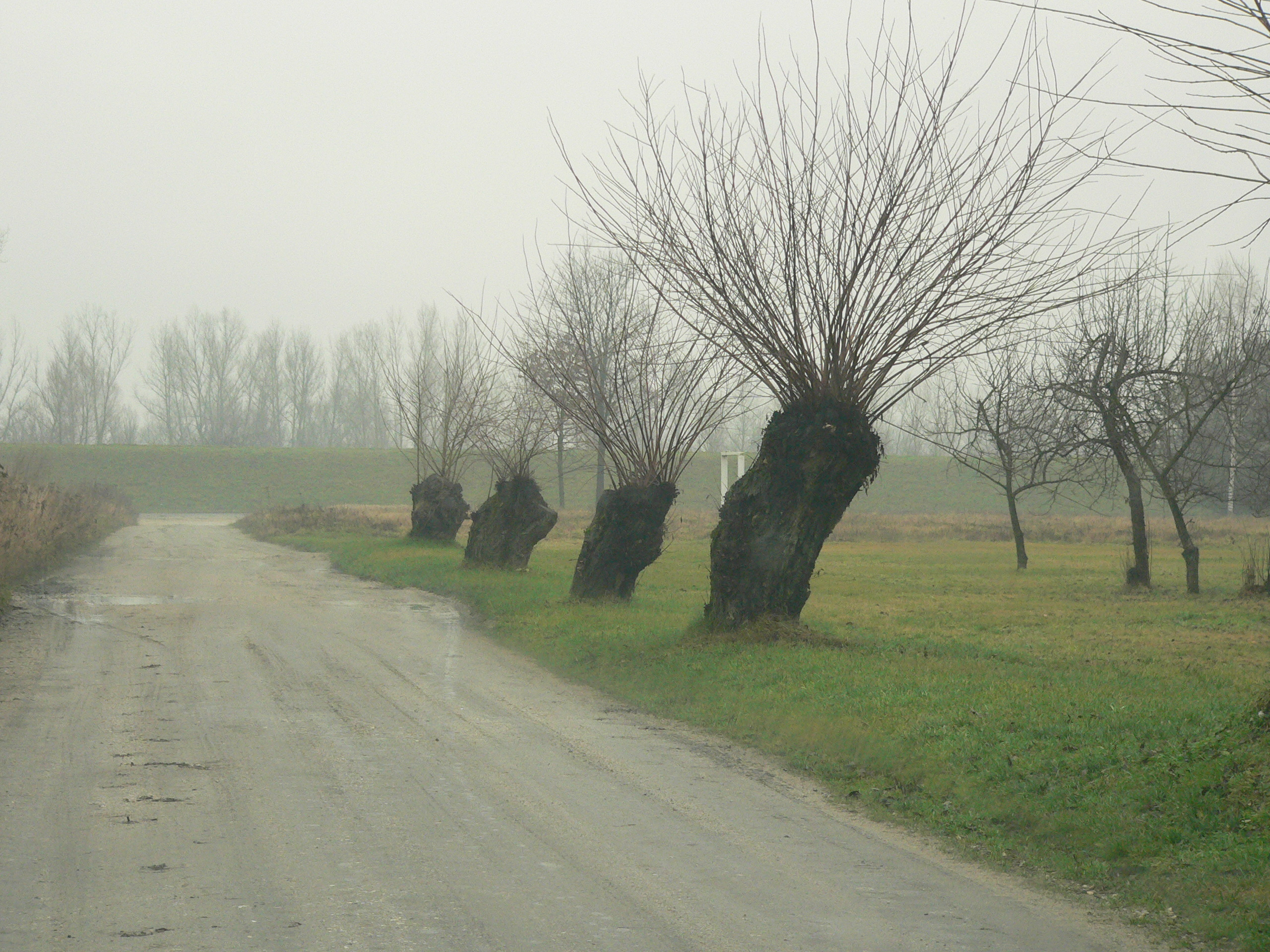
Charakterystycznie ogłowione, tzw. rosochate wierzby na Urzeczu w środkowym biegu Wisły, niedaleko wsi Gassy w gminie Konstancin-Jeziorna.

Najstarszą wzmianką o Urzeczu jest zapis z 1737 roku odnaleziony w materiałach archiwalnych Biblioteki Czartoryskich, a dotyczący dochodów dóbr wilanowskich z rejonu dzisiejszego Powsina. W rzeczywistości mikroregion ukształtował się w swej wyrazistej formie prawdopodobnie około stu lat wcześniej wraz z pierwszą falą kolonizacji olęderskiej. W XVIII wieku ludzi żyjących w dobrach oborskich poniżej skarpy wiślanej nazywano „Urzyckimi”, zaś w XIX stuleciu odrębność podwarszawskiego Urzecza dostrzegała już większość polskich etnografów z Oskarem Kolbergiem, Kornelem Kozłowskim i Stefanią Ulanowską na czele. Mikroregion zauważali też coraz częściej rozliczni korespondenci krajowi. Pozostawili oni po sobie niezwykle ciekawe relacje, jak przytoczone poniżej fragmenty anonimowej korespondencji „Gazety Warszawskiej” z 1868 roku:
...Mało kto wie o tym kawałku powiśla, które tak odróżnia się przymiotami ziemi i zwyczajami mieszkańców od reszty kraju. Pas ten ciągnie się ponad Wisłą długością 25 wiorst, mniéj więcéj zaczyna się przy ujściu Swidny [Świdra] a kończy przy ujściu Wilgi (...). W tym powiślanym kraiku lud odróżnia się od innych okolic mową, ubraniem, zwyczajami, a nawet sposobem uprawy ziemi (...). Z jednéj strony Wisła, z drugiej wielkie lasy, które niegdyś nazywały się puszczą, odcinają tę oazę od dalszej okolicy...
Wszystkie opisy zawsze miały jednak charakter przyczynkowy, ograniczający się do odnotowania odmienności krajobrazu, gospodarki i żyjącej tam ludności. Począwszy od 1841 roku notowane są m.in. utwory taneczne z Urzecza, pasa ziemi nad Wisłą czy z Łęgu na Urzeczu. Widać też wyraźnie, że etnografowie coraz częściej zauważali pośród ogółu opisywanej przez siebie ludności odmienną grupę etnograficzną, określając ją mianem Urzycan. W 1884 roku pisano o nich:
Tamtych zaś olbrzymów nadwiślańskich nazywają Urzycanami, to jest mieszkającymi u rzyki (...). Mówią więc Urzycanin i Urzycanka. Nadto jeszcze, jak mężczyźni, tak kobiety odznaczają się wzrostem bardzo wysokim: szczególniej ci, którzy mieszkają nad Wisłą koło samego Czerska, to wszystko chłop w chłopa silne i ogromne jak dęby. I oni sami nie uważają siebie za Mazurów...
W XX wieku zainteresowania naukowe terenami nadwiślańskimi leżącymi w bezpośredniej styczności z Warszawą praktycznie zanikły, na co niemały wpływ miały przeobrażenia gospodarczo-społeczne i kulturowe, jakie dokonały się tu pod wpływem oddziaływania ciągle rozrastającej się aglomeracji miejskiej. W literaturze fachowej wzmianki o Urzeczu pojawiły się jedynie przy okazji opracowań sąsiedniej Kołbielszczyzny, w ogólnych publikacjach dotyczących polskich tańców ludowych, jak też w książkach omawiających lokalne nazwy i przezwiska ludności. W sąsiednim regionie kołbielskim znane są na przykład tańce z Urzyca, czy też określenie modry urzycak, odnoszące się do granatowej kolorystyki strojów mieszkańców znad Wisły. O nadwiślańskim Łurzycu wspominała też w 1993 roku Zofia Krasuska pisząca o parafii słomczyńsko-cieciszewskiej, Lechosław Herz w swoim przewodniku po Mazowszu opublikowanym w 2000 roku, a także Mariusz Rombel – autor opracowania aspektów kulturowych Planu Odnowy Miejscowości Sobienie Biskupie. Ponownego odkrycia mikroregionu dokonał w 2012 roku antropolog Łukasz Maurycy Stanaszek, autor jego obszernej monografii, która została nagrodzona w VII edycji konkursu „Mazowieckie Zdarzenia Muzealne – Wierzba” pierwszym miejscem w kategorii „najciekawsze wydawnictwo muzealne 2012 roku”.
Ciekawe informacje o Urzeczu można ponadto znaleźć w dysertacji Mariusza Rombla dotyczącej dziejów parafii Warszawice, a także w publikacji Pawła Komosy o historii podkonstancińskiego Cieciszewa. W 2014 roku ukazało się drugie wydanie – poprawione i poszerzone – monografii o nadwiślańskim Urzeczu, zaś w 2015 roku – zeszyt „Strój wilanowski z nadwiślańskiego Urzecza” w prestiżowej serii Atlas Polskich Strojów Ludowych. W 2021 roku charakterystyczny dla regionu haft urzecki został wpisany na listę niematerialnego dziedzictwa kulturowego Ministerstwa Kultury i Dziedzictwa Narodowego.

## Pochodzenie nazwy mikroregionu
Ustalenie etymologii nazwy podwarszawskiego mikroregionu stanowiło niemały problem badawczy, jako że począwszy od XVIII w. występowała ona w źródłach pisanych w różnych wariantach (m.in. Urzecze, Urzyce, Łużyce), a przy tym zawsze wymawiano ją tak samo – Łurzyce/Łużyce. Część z tych określeń nawiązywała do terenów leżących „u rzyki” (Urzecze, gwar. Łurzyce), a część do „ługów”, oznaczających nizinny brzeg rzeki lub moczar. Z tych właśnie przyczyn w pierwszej publikacji nadwiślańskiego mikroregionu (por. przypis 33), idąc za przykładem wcześniejszych autorów, zdecydowano się na kompromisową (skontaminowaną) postać obydwu tych nazw, tj. na mianownikowe „Łużyce”, ale odmieniane jak słowo „Urzecze”, co przyniosło formę „na Łużycu”.
W 2013 roku na temat nazwy mikroregionu wypowiedzieli się profesorowie Halina Karaś, Dorota Rembiszewska i Janusz Siatkowski – językoznawcy i specjaliści od gwar mazowieckich i polskich, których zgodnym zdaniem powinno się używać ogólnopolskiej nazwy „Urzecze”, realizowanej gwarowo w tej części Nadwiśla, jako „Łurzyce”. Uznano przy tym, że dawniejsze zapisy nazwy podwarszawskiego mikroregionu w formie „Łużyce” wynikały z mylenia tego określenia (podawanego zwykle w gwarowej wersji mówionej) z Łużycami na wschodzie Niemiec zamieszkałymi przez Serbołużyczan. Nazwie „Łużyce” nad Wisłą przeczy m.in. fakt jej niezmazurzenia (brak zamiany „ż” na „z” i co za tym idzie wymowy w jako „Łuzyce”), co zdaniem językoznawców dowodzi pierwotnego jej zapisu przez „rz”, które w typowych dla omawianego terenu gwarach mazowieckich mazurzeniu nie ulega.
W terenie istnieją trzy nazwy bezpośrednio związane z regionem: Most Nadwiślańskiego Urzecza w Górze Kalwarii/Ostrówku, ulica Na Urzeczu w warszawskiej dzielnicy Mokotów niedaleko Jeziorka Czerniakowskiego oraz Rondo Nadwiślańskiego Urzecza w położonej przy Wiśle dzielnicy Świdry Wielkie w Otwocku.

## Imprezy związane z Urzeczem
- Flis Festiwal. Spotkanie kultur nadrzecznych na Urzeczu[43]
- Zielone Świątki na Urzeczu – próba wskrzeszenia dawnej tradycji, zgodnie z którą orszak drewnianych, przystrojonych kwiatami łodzi (galarek, batów i pychówek) pokonuje urzecki odcinek Wisły. Parada jest jednym z punktów dwudniowego plenerowego festiwalu[44].